# Кина Гърбова
Кина Гърбова е българска работничка, станала известна като лице на двулевовата банкнота емисия 1962 г., която се задържа в обращение 34 години. Тя е единственият обикновен човек от народа, чийто лик е изобразен върху националната валута на България.

## Биография
Кина Гърбова е родена на 9 септември 1944 г. в с. Батак, Павликенско (днес в община Павликени, област Велико Търново). Отива да учи средното си образование в Сухиндол. По време на ученическа бригада из сухиндолските лозя през 1960 г. (когато е в Х клас, едва на 16 години) идва софийският фотограф Любомир Чаракчиев. Той снима близо 200 момичета, като подбира и изпраща само няколко фотографии на изложба в Германската демократична република. Снимката с Кина спечелва първо място.
След паричната реформа от 1962 г. в България се пускат банкноти от по 1, 2, 5 и 10 лв., отпечатани в тогавашния Съветски съюз. На банкнотата от 2 лева е поместена наградената в ГДР фотография с лика на Кина Гърбова. Гроздоберачката от Сухиндол научава за това, едва когато банкнотата излиза от печат, а малко по-късно ѝ се обажда и самият фотограф, за да потвърди.
Самата Кина Гърбова работи първоначално като домакин в стола на местна детска градина, а после дълго време като готвач и домакин в стола на сухиндолския Винзавод.
Никой никога не ѝ е искал разрешението, нито ѝ е заплащал за това, че нейното лице краси най-използваната българска банкнота – с 34-годишен стаж от 1962 до 1996 г.
Общинският съвет на община Сухиндол обявява Кина Гърбова за почетен гражданин през 2015 г.

## Семейство
След завършване на средно образование се жени за шофьора Иван Гърбов. Има 2 дъщери: Маринела (работи в Професионалната гимназия по строителна механизация в Плевен) и Пепа Апостолова (работи във в-к „Посоки“, Плевен). И двете дъщери живеят в Плевен. Кина Гърбова има и 3 внуци.